# Wacław Rusecki
Wacław Rusecki (ur. 21 kwietnia 1905 w Tuliłowie, zm. 8 marca 1990 w Sosnowcu) – polski lekkoatleta, wieloboista.

## Kariera
Od 1925 do 1932 reprezentował Polonię Warszawa. W ramach mistrzostw Polski 1928 w dniu 23 września we Lwowie zdobył srebrny medal w pięcioboju (wynik 3029,925 pkt), a tydzień później 30 września w Wilnie zajął czwarte miejsce w dziesięsioboju uzyskując 5530,64 pkt (do brązowego medalu zabrakło 69 pkt). Na MP 1928 zdobył brązowy medal w skoku o tyczce uzyskując wysokość 3,40 m.